# David Conover
David Conover (26 giugno 1919 – 21 dicembre 1983) è stato un fotografo e scrittore statunitense.

## Biografia
Fotografo e scrittore, il 26 giugno del 1945 si recò allo stabilimento militare chiamato Radio Plane. Il suo obiettivo era fotografare delle ragazze la cui bellezza poteva rallegrare le truppe che si trovavano al fronte, era un servizio per la rivista Yank, incontrò una appena diciannovenne Marilyn Monroe e decise di fotografarla. Lo stesso fotografo esortò la futura diva a intraprendere la carriera di modella, la foto la farà eleggere Miss lanciafamme.

## Opere
- Once Upon an Island editore: San Juan Publishing (novembre 2003)
- Reader's Digest Condensed Books: Volume 74 - Summer 1968 editore: Reader's Digest (1968)
- Best Sellers from Reader's Digest Condensed Books - 1970
- One Man's Island editore: General Pub. Co (1971)
- Sitting on a Salt Spring editore: Paper Jacks (1978)
- Finding Marilyn: A Romance editore: Grosset & Dunlap (1981)